# الرزقة (قنا)
قرية الرزقة هي إحدى القرى التابعة لمركز أبو تشت في محافظة قنا في جمهورية مصر العربية. حسب إحصاءات سنة 2006، بلغ إجمالي السكان في الرزقة 8477 نسمة، منهم 4003 رجل و4474 امرأة.